# Simone Weil
Simone Adolphine Weil, född 3 februari 1909 i Paris, död 24 augusti 1943 i Ashford i Kent i England, var en fransk filosof och mystiker av judisk börd. Hon var yngre syster till matematikern André Weil. Hennes främsta intresseområden var metafysik, litteratur, etik och politik. Även om hon aldrig bekänt sig till kristendomen, tycks hon ha betraktat sig själv som kristen mystiker. Hon hämtade sin inspiration från verk av Homeros, Platon, Nya Testamentet, Karl Marx samt Émile Chartier och sägs ha influerat tänkare som Albert Camus, Flannery O'Connor, Czesław Miłosz och påve Paulus VI.

## Biografi
Simone Weil föddes 1909 i Paris. Hennes släkt var av judisk härkomst och ursprungligen från Alsace. Hon var tre år yngre än sin bror, matematikern André Weil. Hennes far Bernard Weil var kirurg inom det militära och tjänstgjorde i första världskriget.
Mellan 1924 och 1925 studerade Weil filosofi för René Le Senne vid Lycée Victor-Duruy i Paris och avlade studentexamen (baccalauréat) i filosofi vid 16 års ålder. I oktober 1925 påbörjade hon förberedande studier i litteraturvetenskap (hypokhâgne) vid Lycée Henri-IV, där hon kom att studera i tre år. Hennes professor i filosofi var filosofen Alain. Hon började sina universitetsstudier vid École normale supérieure 1928 och avlade examen i filosofi (diplôme d'études supérieures) år 1931 på en avhandling om Déscartes. Efter att ha klarat ett statligt inträdesprov för lärare i filosofi påbörjade hon sedan en karriär som lärare i olika landsortsskolor runt om i Frankrike.
Sommaren 1932 tillbringade hon i Tyskland i syfte att stödja de tyska marxisterna och försöka att förstå orsakerna bakom nazismens uppkomst och ökande popularitet. Vid sin hemkomst skrev hon ett flertal artiklar om sina reflektioner och farhågor kring vad som kunde komma ur detta. Under vintern 1932–1933 orsakade hon skandal genom att engagera sig i fackföreningsrörelsen. Hon skrev artiklar i tidningar som "Skolornas emancipation" (L’École émancipée) och "Den proletära revolutionen" (La Révolution prolétarienne). Som kommunist och anti-stalinist medverkade hon i den demokratiska kommunistiska cirkeln, ledd av Boris Souvarine. 
Efter Hitlers maktövertagande 1933 fick Weil lägga mycket energi på att hjälpa tyska kamrater på flykt från nazismen. Hon stödde den franska generalstrejken mot lönesänkningar och arbetslöshet. Hon ville bättre förstå arbetarklassen och jobbade över ett år i olika bilfabriker, men samtidigt vändes hennes tänkande alltmer mot religion och mysticism. Hennes uppväxt var inte alls religiöst präglad, men under slutet av 1930-talet hade hon flera starka andliga upplevelser som ledde henne i riktning mot katolicismen. Hon fick bland annat vägledning av en dominikansk munk i Marseille, men avstod ändå från att döpa sig.
I augusti 1936 reste hon, så pacifist hon var, till Spanien för att ansluta sig till den anarkistiska Durruti-brigaden i spanska inbördeskriget mot general Franco. Hon ville ta till vapen, men hindrades av sin närsynthet och bristfälliga hälsa. Hon ville gärna bli skickad på riskfyllda uppdrag bakom fiendens frontlinjer, men protesterade också mot befälen på den republikanska sidan, bland annat när det gällde avrättning av en ung falangist och en fransk präst.
År 1942 följde Weil sin familj till USA. Hon var ovillig att lämna Frankrike, men tänkte att så fort som möjligt återvända till Europa och ansluta sig till den franska motståndsrörelsen i Storbritannien. Hennes yttersta mål var att skickas som hemlig agent till det ockuperade Frankrike, men i stället blev hennes TBC värre och hon avled den 24 augusti 1943 efter en tids vård på sanatoriet i Ashford i Kent. Weil skrev hela sitt liv, men de flesta av hennes texter gavs ut postumt och väckte inte mycket uppmärksamhet förrän långt efter hennes död. En sammanställning från University of Calgary listar 2500 nya vetenskapliga texter om Weil bara mellan 1995 och 2012.
År 2023 utgavs Oordnade tankar kring Guds kärlek och andra texter, i översättning och med efterord av Måns Magntorn.

## Utmärkelser
Nedslagskratern Weil på planeten Venus är uppkallad efter henne.